# Hoplia walterrossii
Hoplia walterrossii är en skalbaggsart som beskrevs av Guido Sabatinelli 1992. Hoplia walterrossii ingår i släktet Hoplia och familjen Melolonthidae. Inga underarter finns listade i Catalogue of Life.